# George Clifford III

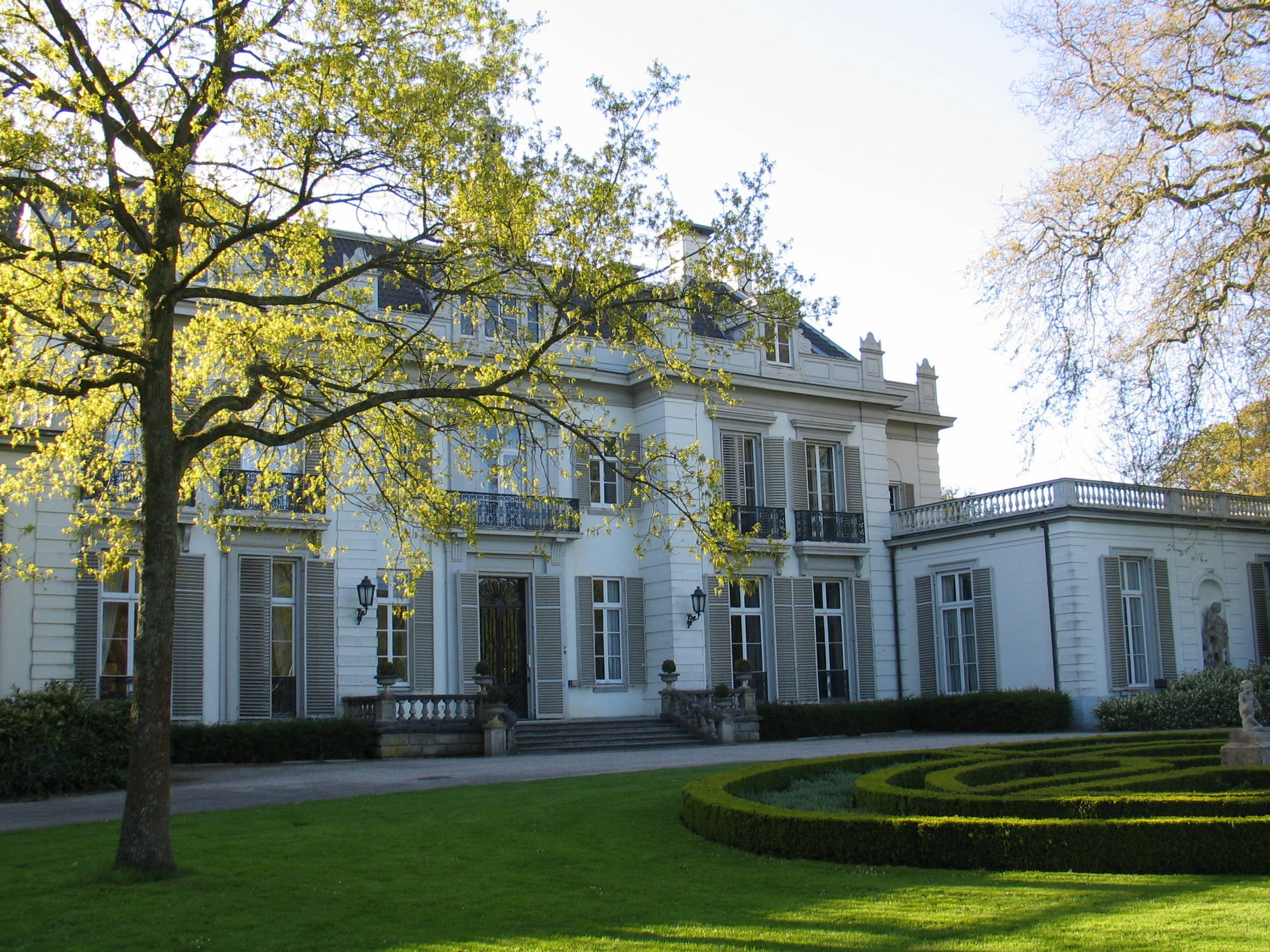
De Hartekamp el 2009

George Clifford III (7 de gener de 1685, Amsterdam - 10 d'abril de 1760, Heemstede) va ser un acabalat banquer neerlandès i un dels directors de la Companyia Holandesa de les Índies Orientals.

## Biografia
Va estudiar Dret a la Universitat de Leiden. El 1751 va passar a ser comissari de jardins botànics 
És conegut pel seu interès en les plantes i jardins. La seva residència a Hartekamp tenia una rica varietat de plantes, animals i minerals. Va acollir el naturalista suec Carl von Linné, que va estar a la residència de Hartekamp de 1736 a 1738. En els hivernacles de Clifford Linné va aconseguir que un bananer donés fruit per primera vegada a base d'imitar una estació seca que induís la fructificació.
Linné va escriure Hortus Cliffortianus (1737), una obra mestra de la bibliografia botànica publicada l'any 1738, i per la qual Georg Dionysius Ehret va fer les il·lustracions Molts espècimens del jardí de Clifford's van ser estudiats per Linnaeus per la seva obra Species Plantarum (1753).